# Amorphophallus coaetaneus
Amorphophallus coaetaneus là một loài thực vật có hoa trong họ Ráy (Araceae). Loài này được S.Y.Liu & S.J.Wei mô tả khoa học đầu tiên năm 1986.